# 藤井拓郎
藤井 拓郎（ふじい たくろう、1985年4月21日 - ）は、日本の元競泳選手、競泳指導者。大阪府河内長野市出身。2008年北京オリンピック400mメドレーリレー銅メダリスト、2012年ロンドンオリンピック400mメドレーリレー銀メダリスト。

## 人物
- 河内長野市立南花台東小学校、河内長野市立南花台中学校から太成学院大学高等学校を経て、早稲田大学スポーツ科学部卒業。
- 専門は自由形、背泳ぎの短距離、バタフライ、個人メドレーである。どの泳法もバランスよく泳ぐことができる珍しい選手である。
- 2003年のシーズンを最後に専門を自由形、バタフライ、個人メドレーに絞る。
- 第58回国民体育大会夏季水泳競技大会で少年男子400ｍメドレーリレー、800mリレーの優勝時のメンバーである染原健次郎はジュニア時代から背泳ぎ、バタフライ、個人メドレーで競い合っておりライバル関係にあった。特に100ｍ背泳ぎでは全国高等学校総合体育大会水泳競技大会やジュニアオリンピック、リレーの代表選考で激しく競り合っていた。
- 200m個人メドレー・100mバタフライ・100m自由形の元日本記録保持者。
- 2022年４月　母校である早稲田大学の水泳部監督に就任。

## 主な経歴
- 2003年8月、第71回全国高等学校総合体育大会水泳競技大会男子100ｍ背泳ぎ決勝で3位、男子200ｍ個人メドレーで2位入賞。
- 2003年8月、第26回全国JOCジュニアオリンピック夏季水泳競技大会 男子CS100m 背泳ぎで2位。
- 2003年9月、第58回国民体育大会夏季水泳競技大会で少年男子400ｍメドレーリレーで優勝。大阪府チーム（染原健次郎･堀池翼･藤井拓郎･平野祐介）の第3泳者（バタフライ）で登場し大会新記録での優勝に貢献した。800ｍフリーリレーでも優勝。大阪府チーム（染原健次郎･藤井拓郎･宮嶋武広･平野祐介）で第2泳者として登場。
- 2008年8月、北京オリンピック男子4×100mメドレーリレーでは日本新記録で銅メダルを獲得した。藤井は第3泳者（バタフライ）で登場した。
- 2009年1月、東京新春短水路大会100m自由形で短水路日本新記録を樹立[1]。
- 2009年3月、第32回関東学生冬季公認記録会100m自由形で短水路日本新を記録[2]。
- 2009年4月、第85回日本選手権水泳競技大会100m自由形決勝で日本新記録を樹立[3]。
- 2009年12月、第5回東アジア競技大会男子4×100mフリーリレー第1泳者で100m自由形の日本新記録を樹立。
- 2012年8月、ロンドンオリンピック男子4×100mメドレーリレーでは銀メダルを獲得した。藤井は第4泳者（自由形）で登場した。

## 出場大会
- 2003年
- 第71回全国高等学校総合体育大会水泳競技大会
  - 男子100m背泳ぎ　3位
  - 男子100mバタフライ　4位
  - 男子200ｍ個人メドレー　2位
- 第26回全国JOCジュニアオリンピック夏季水泳競技大会
  - 男子CS100m背泳ぎ　2位
- 第5８回国民体育大会夏季大会競泳競技 
  - 少年男子A 4×100mメドレーリレー 優勝（第3泳者/大会新記録）
  - 少年男子A 800mフリーリレー　優勝（第2泳者）
- 2007年
  - 日本学生選手権水泳競技大会
    - 200m個人メドレー 優勝（大会新記録）
    - 男子100m自由形　2位
- 2008年
  - 日本選手権水泳競技大会
    - 男子100mバタフライ 2位
    - 男子200m個人メドレー 優勝

  - ジャパンオープン
    - 男子200m個人メドレー 優勝（日本新記録）
    - 男子100m自由形　優勝

  - 北京オリンピック
    - 男子100mバタフライ 6位（予選で日本新記録）
    - 男子200m個人メドレー 10位
    - 男子4×100mメドレーリレー 3位（日本新記録）
- 2009年
  - 世界水泳選手権
    - 男子100mバタフライ 11位
    - 男子200m個人メドレー 12位
    - 男子4×100mフリーリレー 予選敗退
    - 男子4×100mメドレーリレー 7位（予選で日本新記録）

  - 第5回東アジア競技大会
    - 男子100mバタフライ 優勝（大会新記録）
    - 男子100m自由形 優勝
    - 男子4×100mフリーリレー 優勝　（日本新記録、第一泳者として100m自由形の日本新記録も樹立）
    - 男子4×100mメドレーリレー 優勝（大会新記録）
- 2010年
  - アジア競技大会
    - 男子100mバタフライ 2位
    - 男子100m自由形 3位
    - 男子4×100mフリーリレー 2位
    - 男子4×100mメドレーリレー 優勝（大会新記録）
- 2011年
  - 世界水泳選手権
    - 男子100mバタフライ 5位
    - 男子100m自由形 予選敗退
    - 男子4×100mフリーリレー 予選敗退
    - 男子4×100mメドレーリレー 4位
- 2012年
  - ロンドンオリンピック
    - 男子100mバタフライ 予選敗退
    - 男子4×100mメドレーリレー 2位